# اککلسیا

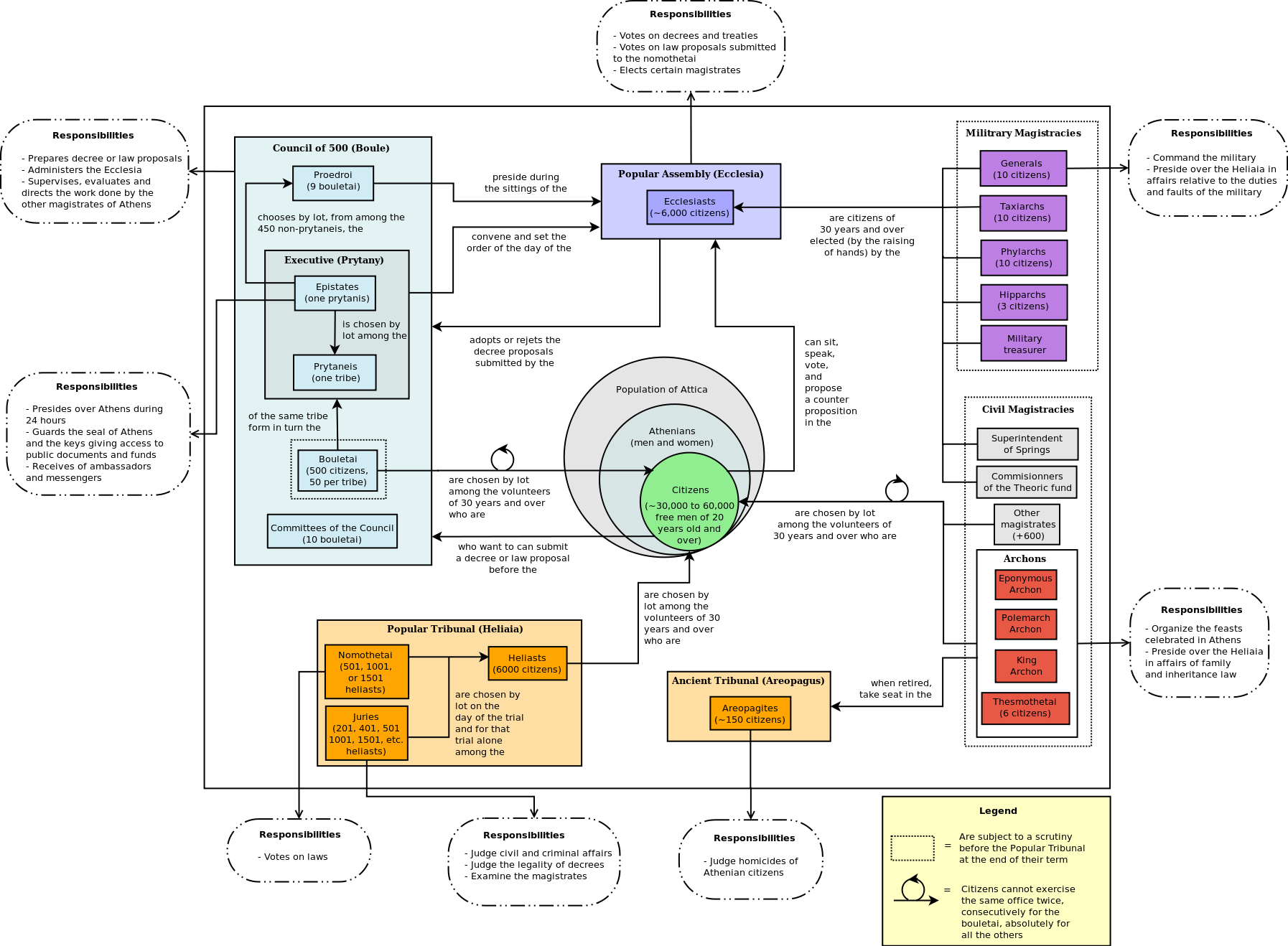
الگوریتم قانون اساسی آتنیان در قرن ۴ قبل از میلاد. الککلسیا با یک جعبه کوچک آبی در مرکز بالای تصویر نشان داده شده‌است. این نمودار براساس کتاب قانون اساسی آتنیان ارسطو ساخته شده‌است.

اککلسیا (به یونانی: ἐκκλησία، انگلیسی: ecclesia یا ekklesia) انجمن یا مجمع شهروندان در دولت‌شهرهای دموکراتیک یونان باستان بود.
اککلسیای آتن باستان به خصوص شناخته شده‌است. این مجمع مردمی جایی بود که مردان واجد شرایط شهروندی در آن شرکت می‌کردند. در سال ۵۹۴ قبل از میلاد، سولون به همه شهروندان آتن، به جز طبقهٔ ثته‌ها (کارگرهای کم‌درآمد) اجازه داد صرف نظر از طبقهٔ اجتماعی‌شان، به عضویت اککلسیا درآیند. این مجمع مسئول اعلام جنگ، برگزیدن استراتژی نظامی و انتخاب استراتیگوس‌ها و سایر مقامات شهر بود. همچنین مسئولیت نامزد کردن و انتخاب قضات (آرکنت‌ها)، و در نتیجه به‌طور غیر مستقیم انتخاب اعضای آرئوپاژ، با این انجمن بود. اککلسیا همین‌طور در قانون‌گذاری و حق احضار مقامات قضایی پس از پایان دوران مسئولیتشان، حرف آخر را می‌زد. یک جلسهٔ معمولی مجمع احتمالاً با حضور حدود ۶۰۰۰ نفر برگزار می‌شد درحالی که کل جمعیت شهروندان ۳۰٬۰۰۰–۶۰٬۰۰۰ نفر بود. با این وجود دشوار به نظر می‌رسید که افراد غیر ثروتمند خارج از مرکز شهری آتن پیش از دههٔ ۳۹۰ پ‌م، که هزینهٔ ایاب و ذهاب تعیین شد، در مجالس شرکت کرده باشند. در ابتدای هر ماه یک بار جلسه برگزار می‌شد، اما بعداً به هر ماه سه یا چهار بار افزایش یافت. دستور کار برای اککلسیا توسط بوله، شورای مردمی، تعیین می‌شد. رأی‌گیری با نشان دادن دست، شمارش سنگ و رأی دادن با استفاده از ظروف شکسته انجام می‌شد.

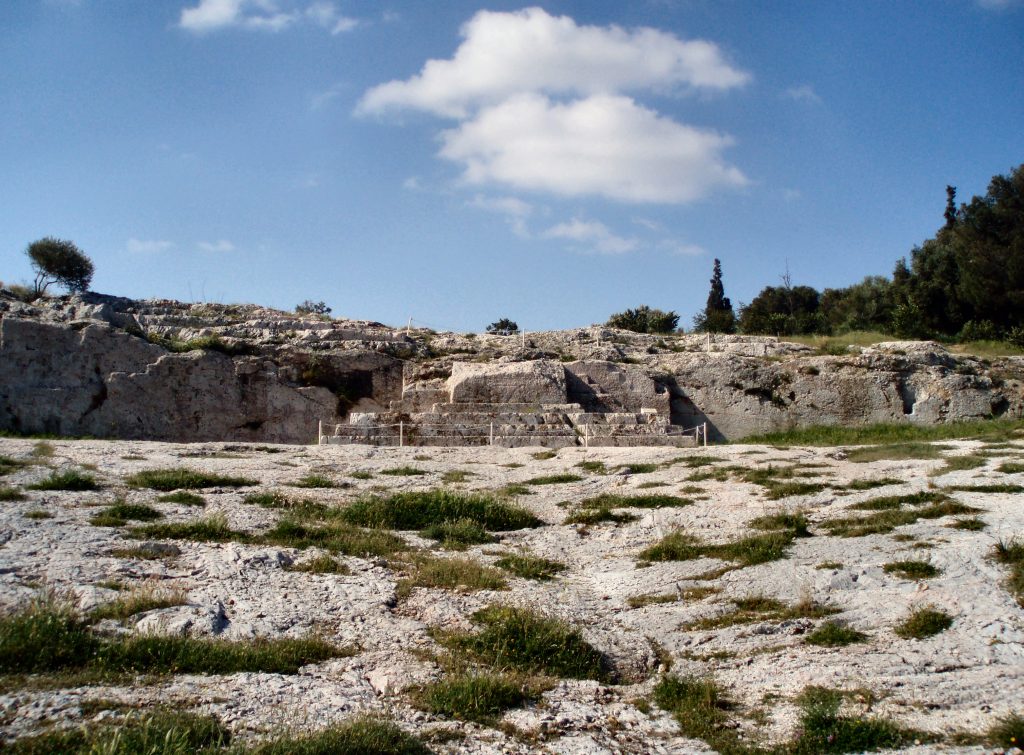
بقایای محل تشکیل جلسه‌های اککلیسیای آتن در تپه‌ای به نام پنیکس.

گاهی به حد نصاب ۶۰۰۰ عضو نیاز بود تا جلسه قانونی شود. اککلسیا در واقع بوله را با قرعه‌کشی انتخاب می‌کردند. بخشی از قدرت آن‌ها در زمان سولون، پس از اصلاحات پریکلس به دادگاه تفویض شد.
در یونان باستان اککلسیاستریون ساختمانی بود که مخصوصاً برای برگزاری جلسات عالی اککلسیا ساخته می‌شد. مانند بسیاری از شهرهای دیگر آتن فاقد اکلسیاستریون داشت. در عوض، جلسات منظم مجمع در پنیکس برگزار می‌شد و دو جلسهٔ سالانه در تئاتر دیونیسوس برگزار می‌شد. حدود ۳۰۰ سال قبل از میلاد جلسات اککلسیا به تئاتر منتقل شد. جلسات مجمع می‌توانست مخاطبان زیادی را به خود جلب کند: ممکن است ۶۰۰۰ شهروند در قرن پنجم قبل از میلاد در آتن شرکت کرده باشند. 
یک نیروی پلیس متشکل از ۳۰۰ برده سکایی شهروندانی را که در آگورای آتن دور می‌زدند و بی‌کار بودند را با گل قرمز نشان‌دار می‌کردند تا برای شرکت در جلسات مجمع ترغیبشان کنند. هرکسی که لباس قرمز شده می‌داشت و در آن جلسه نبود، مجازات می‌شد.  